# 丹羽長次
丹羽 長次（にわ ながつぐ）は、江戸時代前期の大名。陸奥国二本松藩の第2代藩主。通称は鍋丸、大膳。官位は従四位下・左京大夫、侍従。丹羽家第3代。

## 略歴
二本松藩初代藩主・丹羽光重の長男。母は安藤重長の娘。正室は蜂須賀光隆の娘・幸姫。
承応2年（1653年）3月15日、4代将軍・徳川家綱に御目見する。万治元年（1658年）閏12月27日、従五位下・若狭守に叙任する。延宝3年（1675年）12月26日、従四位下に昇進する。延宝7年（1679年）4月7日、父の隠居により家督を継ぐ。元禄5年（1692年）12月18日、侍従に任官する。元禄11年（1698年）に死去したが、実子に恵まれなかったため、跡を弟の長之が継いだ。
『土芥寇讎記』には、「父親（光重）は美童を甚だしく愛して問題が多かったが、息子（長次）にはその気配はない」「父は儒学の素養があったが息子にはない」と書かれており、「善に非ず悪に非ず」の普通の人、とされている。
二本松藩藩主を務めた丹羽氏の墓所は、菩提寺の大隣寺（福島県二本松市）と青山墓地（東京都）の丹羽家墓所に分かれており、長次の墓は青山墓地（当初は泉岳寺、のち改葬）にあったが、2024年（令和6年）に大隣寺に新たに整備される丹羽家墓所に移設してまとめられることになった。

## 系譜
父母
- 丹羽光重（父）
- 安藤重長の娘（母）

正室
- 幸姫 ー 蜂須賀光隆の娘

養子
- 丹羽長之 ー 実弟